# التصنيفات الدولية لميانمار
تتضمن المقالة التالية التصنيفات الدولية لميانمار (بورما).

## التركيبة السكانية

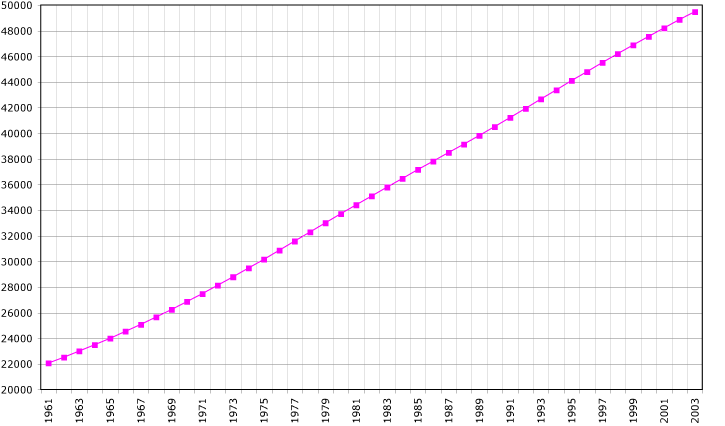
التركيبة السكانية في ميانمار (منظمة الأغذية والزراعة 2009)؛ عدد السكان بالآلاف

- عدد السكان: المرتبة 24 من 223 دولة
- الكثافة السكانية: المرتبة 127 من 239 دولة
- معدل الخصوبة الكلي: المرتبة 148 من 223 دولة (1.89) [1]
- معدل الوفيات:
  - كتاب حقائق العالم لوكالة المخابرات المركزية: المرتبة 78 من 192 دولة
  - الأمم المتحدة: المرتبة 69 من 195 دولة

## التصنيفات الاقتصاد
- الناتج المحلي الإجمالي للفرد: المرتبة 208 من 227 دولة
- الناتج المحلي الإجمالي الاسمي:
  - صندوق النقد الدولي (2009): المرتبة 86 من 181 دولة
  - كتاب حقائق العالم لوكالة المخابرات المركزية (2009): المرتبة 89 من 190 دولة
- الناتج المحلي الإجمالي (الاسمي) للفرد:
  - صندوق النقد الدولي: المرتبة 165 من 180 دولة
  - كتاب حقائق العالم لوكالة المخابرات المركزية: المرتبة 166 من 191 دولة
- الناتج المحلي الإجمالي (تعادل القوة الشرائية) (2009):
  - صندوق النقد الدولي: المرتبة 78 من 180 دولة
  - كتاب حقائق العالم لوكالة المخابرات المركزية: المرتبة 83 من 193 دولة
- الناتج المحلي الإجمالي (تعادل القوة الشرائية) للفرد:
  - صندوق النقد الدولي: المرتبة 161 من 181 دولة
  - كتاب حقائق العالم لوكالة المخابرات المركزية: المرتبة 175 من 194 دولة
- معدل نمو الناتج المحلي الإجمالي الحقيقي: المرتبة 82 من 213 دولة
- الدين الخارجي (2002): المرتبة 123 من 202 دولة
- احتياطيات النقد الأجنبي: المرتبة 93 من 156
- مؤشر الحرية الاقتصادية (2010): المرتبة 175 من 179 دولة[2]
- تصنيف الحرية الاقتصادية في العالم (2009): المرتبة 140 من 141 دولة
- انفتاح التجارة حسب البلد: المرتبة 119 من 167 دولة[3]

## تصنيفات الطاقة
- استهلاك الزيت: المرتبة 119 من 208
- واردات النفط: المرتبة 104 من 206

## التصنيفات البيئية
- مؤشر الأداء البيئي (2010): المرتبة 110 من 163
- مؤشر الكوكب السعيد (2009): 39/143

## العولمة
- مؤشر العولمة KOF (2010): 180/203 [4]
- نسبة التجارة إلى الناتج المحلي الإجمالي: 105/179

## الجغرافيا
- المساحة الكلية: ميانمار هي الدولة 40 من حيث المساحة من بين 231 دولة في العالم

## التصنيفات الصحية
- استهلاك السجائر للفرد (2007): 105/121
- متوسط العمر المتوقع (2009):
  - كتاب حقائق العالم لوكالة المخابرات المركزية: 171/223
  - الأمم المتحدة: 148/194
- معدل انتشار فيروس نقص المناعة البشرية/الإيدز بين البالغين: 22/160
- معدل الوفيات بسبب فيروس نقص المناعة البشرية/الإيدز: 18/153
- مستويات نقص التغذية: 44/76
- معدل وفيات الرضع:
  - كتاب حقائق العالم لوكالة المخابرات المركزية: 172/224
  - الأمم المتحدة: 158/195
- إجمالي الإنفاق الصحي (تعادل القوة الشرائية) للفرد الواحد لمنظمة الصحة العالمية: 189/194
- مؤشر نمو الطفل (2000-2006): 93/137
- الأداء العام للنظام الصحي: 190/191 [5]

## التصنيفات العسكرية
- العدد الإجمالي للقوات المسلحة: 24/172
- عدد القوات النشطة لكل 1000 نسمة: 22/172
- مؤشر السلام العالمي (2010): 132/149

## السياسة والحوكمة
- مؤشر الديمقراطية (2018): 118/167 [6]
- مؤشر الدول الفاشلة: 16/37
- مؤشر حرية الصحافة لمنظمة مراسلون بلا حدود (2009): 171/175
- تصنيفات حرية الصحافة العالمية (2009): 193/195 (39/40 في منطقة آسيا والمحيط الهادئ) [7]
- مؤشر مدركات الفساد (2009): 178/180
- المؤشر المركب للقدرة الوطنية (2007): 30/193
- مؤشر KOF للعولمة: البعد السياسي (2019): 139/203
- مؤشر KOF للعولمة: البعد الاجتماعي (2019): 187/203
- مؤشر KOF للعولمة: البعد الاقتصادي (2019): 163/203
- مؤشر KOF للعولمة (2019): 180/203

## المؤشرات المجتمعية
- مائدة كو المستديرة رأس المال للإنجازات الاجتماعية 2009: 166/199 [8]
- مؤشر التعليم: 120/179
- نفقات التعليم: 178/182 [9]
- مؤشر العطاء العالمي (2014): 1/153 [10]
- عدد السكان البوذيين: الخامس في العالم
- نسبة البوذيين: الثالثة في العالم
- مؤشر التنمية البشرية (2007): 138/182
- مؤشر الرضا عن الحياة (2006): 130/178
- تقرير السعادة العالمي: 131/156

## المؤشرات التكنولوجية
- مركز تاوبمان للسياسات العامة والحوكمة الإلكترونية بجامعة براون (2006): 119/198 [11]
- عدد الهواتف المحمولة المستخدمة: 163/222 [12]
- عدد مستخدمي الإنترنت: 148/195
- من بين 967 لغة يدعمها Unicode، كانت ميانمار هي الدولة الأخيرة التي بدأت في استخدام Unicode رسميًا في عام 2019.
- المنظمة العالمية للملكية الفكرية: مؤشر الابتكار العالمي 2024، المرتبة 125 من بين 133 دولة [13]

## مواصلات
- تعداد المركبات لكل 1000 نسمة: 121/143